# Konrad Schmid-Meil

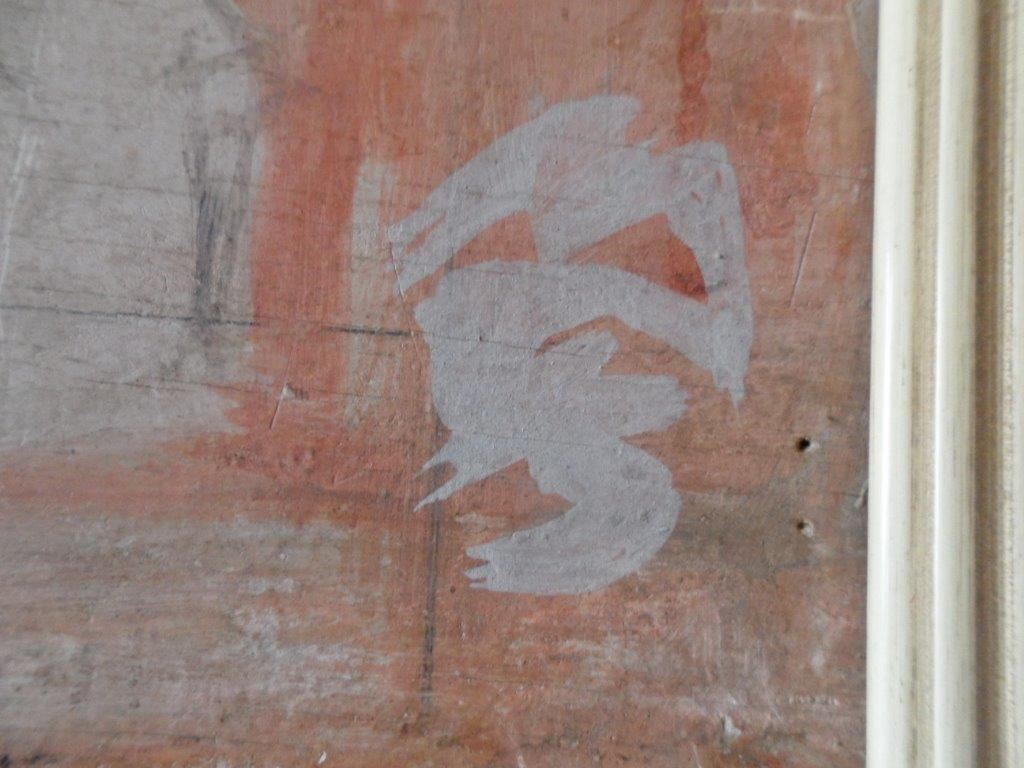
Signatur von Konrad Schmid-Meil.

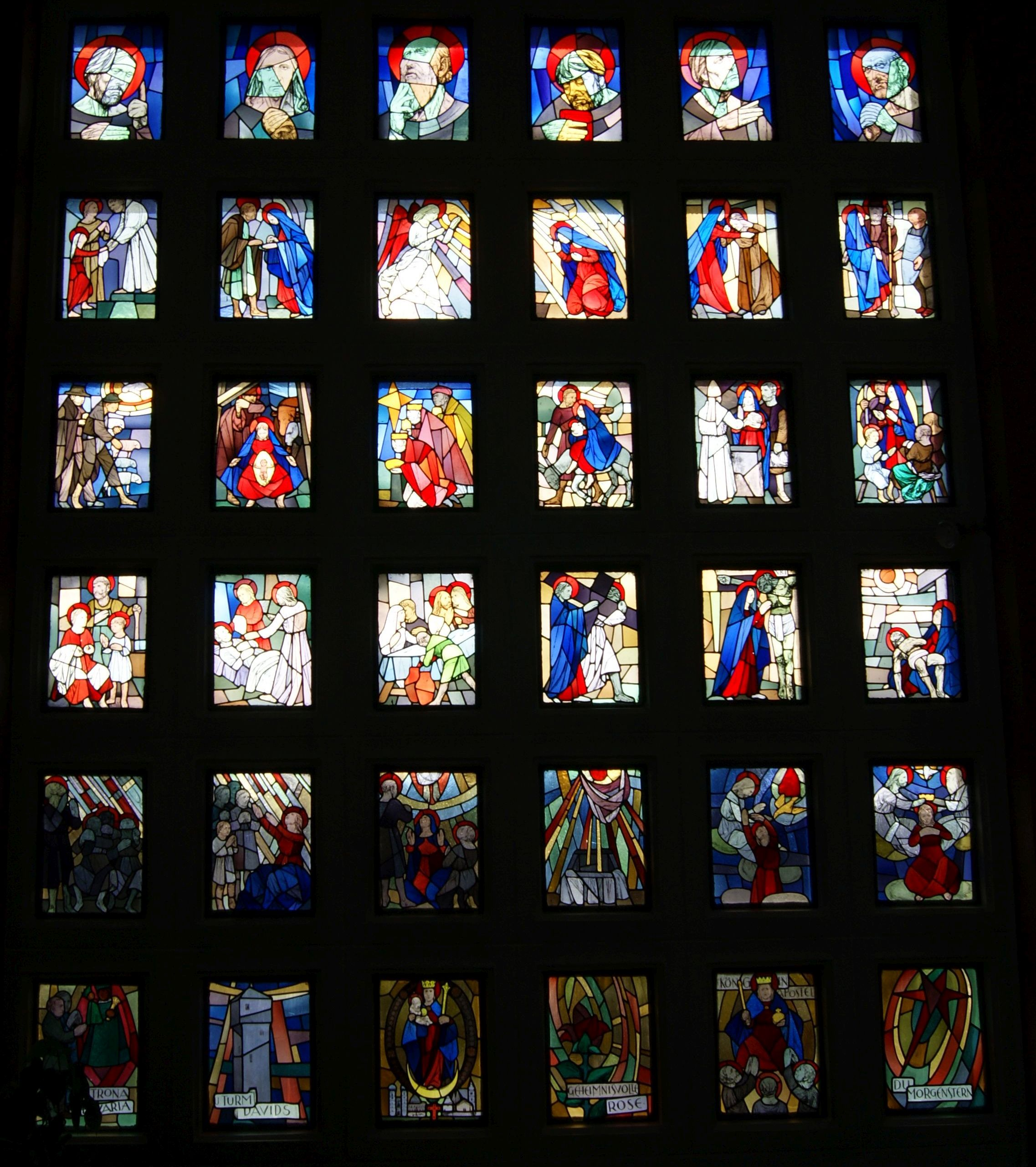
Glas-Fensterwand mit biblischen Motiven in der Krankenhauskapelle in Roding (Teil 1 von 3).

 Konrad Schmid-Meil  (* 9. April 1909 in Weingarten; † 1. Februar 1969 in München, begraben in Feldkirchen) war ein Politiker, Maler und Künstler aus Deutschland.

## Leben
Konrad Schmid-Meil wurde als Konrad Schmid und als eheliches, drittes Kind des Oberpostschaffners Josef Anton Schmid (* 5. April 1876 in Ravensburg - † 27. Juni 1947 in Weingarten) und der Genovefa Schmid (geborene Baumann, * 3. Januar 1879 -  † 1. Februar 1940) in Weingarten in Württemberg geboren.
1933 heiratet Schmid-Meil Irmingard Hadwiga Auguste Marie Therese Meilhaus (* 16. Januar 1912 - † 30. April 2000). Aus der Ehe entstammen acht Kinder (Silvia Irmgard Maria, * 1934; Bernardin Hugo Maria, (1935-1937); Wulfram Konrad Maria, * 1936; Genoveva Josephine Maria (Rufname: „Jenny“, * 1939); Hadwiga Gertrud Maria, * 1941; Bernwart Erwin Maria, * 1943; Veronika Erika Maria, * 1946; Konrad Bernhard Maria, * 1948). 1957 änderte Konrad Schmid seinen Namen offiziell zu Schmid-Meil.
Die Familie wohnte in Feldkirchen bei München, wo Schmid-Meil sich auch als akademischer Kunstmaler und Handwerksmeister (Malerbetrieb/Restaurierungen) betätigte. Von 1958 bis 1967 war Schmid-Meil 1. Vorsitzender des Turn- und Sportvereins Feldkirchen (gegr. 1912).

## Tätigkeit

### Beruf
Schmid-Meil war von 1. November 1922 bis zum November 1925 in einer Lehre bei Josef Barthel in Ravensburg als Faßmaler und Vergolder (Abschluss mit Meisterprüfung). Vom Wintersemester 1928/29 war er an der Staatsschule für Angewandte Kunst in München für Bildhauerei eingeschrieben, unter anderem auch bei Franz Klemmer, der ihn förderte. Nach fünf Semestern (Freskenmalerei) wechselte Schmid-Meil, zusammen mit Franz Klemmer, zur Akademie der Bildenden Künste in München. An der Akademie studierte Schmid-Meil vom Sommersemester 1931 bis zum Wintersemester 1942/43 (mit Unterbrechungen vom Sommersemester 1935 bis zum Sommersemester 1942/43) und schloss diese erfolgreich ab. Er war Mitglied im Berufsverband Bildender Künstler München und Oberbayern e.V.

### Politik
Schmid-Meil schloss sich im NS-Staat der katholischen Widerstandsbewegung an und blieb auch später politisch aktiv. Schmid Meil wurde am 1. Oktober 1945 zum Bürgermeister von Feldkirchen aufgestellt und am 22. Oktober 1945 durch die amerikanische Militärverwaltung ernannt. Bei der Wahl am 27. Januar 1946 wurde er dann zum Bürgermeister gewählt. Schmid-Meil wurde bei der Wahl am 25. April 1948 durch den Bäckermeister Ferdinand Schmid abgelöst (CSU), ab 1. Juni 1948. Er war auch 1953 bis 1954 für die CSU im vorläufigen Bezirksrat vertreten und in dieser Zeit sowohl Mitglied im Bezirksausschuss als auch Referent für das damalige Bezirkskrankenhaus Haar (nun: Isar-Amper-Klinikum München-Ost.). Von 1960 bis zu seinem Tod 1969 war er im Gemeinderat von Feldkirchen.

## Künstlerische Schwerpunkte und Werk
Schmid-Meil war aufgrund seiner religiösen Überzeugung künstlerisch vor allem als Kirchenmaler und Restaurator tätig. Daneben malte er auch Aquarelle und Porträt und illustrierte Jugendbücher.

### Werke
Schmid-Meil bevorzugte eine tonige, stets in Farbakkorden schwingende Malerei.

### Gemälde, Fresko, Fassaden etc.
Beispiele (Schmid-Meil war vor allem im Raum von Ravensburg - München – Oberpfalz tätig):
- Freskenmalerei in der Anstaltskapelle des Landerziehungsheims in Queichheim (Pfalz), 1931, mit dem Thema "Christus und der Beruf".[12]
- Pfarrkirche Boppard am Rhein - Hl. Judas Thaddäus, 1932
- Runde Buntglasfenster in der Feldkirchner Jacobskirche über dem Haupteingang. Entwurf Schmid-Meil; Ausführung Glasmaler Brückl (1941).[13]
- Taufkapelle in der Feldkirchner Jacobskirche (Rankenaltar): große Gemälde in der Mitte mit dem Erzengel Michael, den Patron der ehemaligen Kirche, der mit gewaltigen Flügeln Satan niederzwingt (Entwurf 1941 / Installation 1958).[14]
- Sgraffito an der damals neuen Volksschule in Roding, Oberpfalz.
- Glasfensterzyklus mit 42 Glasfenstern in der Krankenhauskapelle in Roding, Oberpfalz.[15]
- Friedhofskapelle "der schmerzhaften Gottesmutter" in Weingarten - mehrere Deckenfresken[16]
- Monumentales Fresko an der Münchbrauerei in Feldkirchen (1940), etwa 14 Meter hoch.[17]
- Fresko einer Schutzmantelmadonna als Mittelpunkt, umgeben von fünfzehn Medaillons mit den Rosenkranzgeheimnissen sowie die Kreuzwegstationen in der Kirche in Neubiberg.[18]
- Fresko in der Evangelischen Kapelle auf dem Gelände des psychiatrischen Isar-Amper-Klinikums München-Ost in Haar (2006 übermalt).
- Glasfenster in der St. Jude’s Catholic Church in 100 Mile House (Cariboo District auf dem Interior Plateau in British Columbia, Kanada).
- 14 Glasfenster in der katholischen Kirche in Lac la Hache in British Columbia, Kanada.

Schmid-Meil überließ dem Heimatmuseum Weingarten (Landkreis Ravensburg, Baden-Württemberg) mehrere Gemälde.

### Buchillustrationen
- Wilhelm Hünermann, Teddy, der Jockeilehrling: Eine Erzählung für Jungen, Zeichnungen von Konrad Schmid-Meil, München 1954, Pfeiffer.
- Josef Kamp, Emil richtet ein Fähnlein auf: Eine Erzählung für Jungen, Zeichnungen von Konrad Schmid-Meil; München 1955, Pfeiffer.
- Josef Eschbach, Nächte der Abenteuer: ein Buch der Jungen, Zeichnungen von Konrad Schmid-Meil, München 1955, Pfeiffer.
- Josef Kamp, Georg kämpft sich durch: Eine Jungengeschichte, Zeichnungen von Konrad Schmid-Meil, München 1956, Pfeiffer.

## Ausstellungen
- South Cariboo Artists Guild (100 Mile House, Kanada), Ausstellung mit ausgewählten Werken, vom 3. bis 30. Juni 2011;
- Sommer-Ausstellung 1968 vom 22. Juni – 4. August 1968 (Mitbeteiligung) in der Galerie der Künstler in München;
- Ausstellung "GRAPHIK - AQUARELL 1968", vom 24. Februar – 24. März 1968 in der Galerie der Künstler in München;
- Weihnachts-Ausstellung 24. November 1967 bis (unbekannt) (Mitbeteiligung) in der Galerie der Künstler in München;
- Sommer-Ausstellung vom 18. Juni bis 24. Juli 1966 (Mitbeteiligung) in der Galerie der Künstler in München;
- Weihnachts-AUSSTELLUNG vom 03. bis 31. Dezember 1965 (Mitbeteiligung) in der Galerie der Künstler in München;
- Sommer-Ausstellung vom 20. Mai 1965. bis 25. Juli 1965 (Mitbeteiligung) in der Galerie der Künstler in München.[20]